# 小阪由佳
小阪 由佳（こさか ゆか、1985年〈昭和60年〉6月27日 - ）は、日本の実業家、チャイルドカウンセラー、元タレント。神奈川県出身。
2004年から2009年までグラビアアイドルとしてA-team（エーチーム）→A-PLUSに所属していた。
2015年8月29日に、保育・作家活動名を小阪 有花（読み同じ）に改名していたが、2022年1月より、元に戻している。

## 来歴
渋谷でスカウトされたことを機にA-teamと契約し、2004年4月、『ミスマガジン2004』セミファイナル16名の中の一人としてエントリー。ファイナリスト5名まで進み、同年7月5日、同年度のミスマガジングランプリを受賞。読者特別賞を受賞した山崎真実と共にサークルKサンクス（現：ファミリーマート）のCMに出演した他、『開運音楽堂』（TBSテレビ）を始めとするバラエティ番組や、ドラマ・映画にも多数出演した。A-teamグループとしては小阪から2020年の新井遥（A-Light所属）まで16年間ミスマガジングランプリ受賞者が出なかった。
2008年、フジテレビ系のバラエティ番組『〜ジョーデキ!POP COMPANY〜POP屋』から生まれた口パクアイドルユニット「Peachy's」を南明奈・秋山莉奈とともに結成した。
2009年3月16日を最後にブログの更新はなく、同年4月29日付の東京スポーツでは引退が報じられたが、この時点では所属事務所からの公式な発表はされなかったが、同年11月6日に本人の非公式ブログで結婚を予定していることを報告していたことが一部のニュースサイトで報道された。同日に発売された写真週刊誌『フライデー』（講談社）では結婚および引退記事と本人と思しきモノクロ写真が掲載された。また、所属事務所サイトの在籍タレントよりプロフィールの削除などが行われた。当時ホリプロに所属していた滝口ミラは自身のブログで「あんなキャラでした? あの可愛い三日月オメメが…」と心配の声を上げている。
以後、本人のプライベートのブログ（現在、全記事削除済み）において、グラビアアイドル時代から変わり果てた容姿の写真や文章を掲載するようになる。2010年2月11日にはイベントにゲスト出演し、先述の容姿を披露し一部の芸能人の名誉を傷つける発言をして世間に物議を醸す。これらの言動について、2012年に刊行された自身の著書やインタビューなどで、うつ病で芸能界を引退したことや、失恋した直後などの精神的不安定の時に、知り合いの1人である女性に影響を受け、彼女のアドバイスに従い行ったことを語っている。この女性とは暴力を受けたことを機に決別。過去の名誉棄損発言などを謝罪の上で撤回し、保育ルームで働く一方で、ファスティング・マイスターの資格を取得する。後に当時の状況を振り返り「（人気が）下がっていくかもしれないという不安に耐えられなかった」と「ミスマガTV」で述懐している。
同年8月に美容向上のサポートを主旨とした企業「株式会社リバイバルミーティング」を起業。8月10日発行のフライデーにて、20kgの減量に成功したヌード写真を公開した。同年8月30日に都内で行われた「酵水素328選」の商品説明会に約2年半ぶりに公の場に登場、芸能活動の再開は考えていないと否定した。
2015年4月、千葉県市原市の「ウィズママ保育園」を立ち上げ、2016年7月の契約終了までにプロデュースを手掛けるとともに自身も同保育園で勤務した。
2022年1月6日、元俳優の栩原楽人との結婚を報告。栩原とは2007年公開の映画『学校の階段』で共演している。保育コンサル業ののち、芸能人になりたいひと人向けの育成会社「cheer lead」を起業。
2025年2月にはポージングなどグラビアアイドルスキームを伝達する「株式会社グラビアアイドル」を起業。

## 人物・エピソード
- 身長は169cm[1]。2022年に身長173cmの瑚々（イトーカンパニー所属）[24]が受賞するまではミスマガジン最長身のグランプリ受賞者であった。
- 長身に長脚、スリーサイズなどに見られるスタイルの良さ、笑うと三日月目になるのが特徴（チャームポイント）[11]。一時期ミスマガジンのフットサルチームに所属していた。
- 『王様のブランチ』のリポーターである中村明花[25]と仲が良く、また秋山莉奈、木口亜矢[26]、川村ゆきえ[27]、山崎真実、小林恵美、二宮歩美など数多くのグラビアアイドルと交友がある。
- 『アキハバラ@DEEP』では苦手なアクションシーンが多かったが、極寒のロケでも文句一つ言わずにこなした[28]。『テキトーTV』の「ミスダメ女コンテスト」では岡田圭右（ますだおかだ）を相手にアクションを披露した。実際は一方的に殴る・蹴るをしていただけで、そのグダグダさが優勝の要因とされている。
- バナナマンとの親交が深く、小阪の天然過ぎるキャラクターがラジオなどで明らかになり、バラエティ番組でフィーチャーされつつある。そのためバラエティで企画を相談されるほどである。
- 水泳は「カナヅチ」だったが、DVDの撮影の際に泳いでみて周りの人間に指摘されるまでその自覚がまるでなく、自分は泳げると思い込んでいた。テレビ番組の企画で特訓し、50メートル泳げるまでに克服した。
- 2006年の『24時間テレビ』深夜枠に行われた「熱湯コマーシャル」の復活放送で、熱湯風呂に入浴したものの熱がるリアクションを全く見せなかった。そのため、出川哲朗からフォローの意味を込めて「ちょっと頑張りすぎ」と突っ込まれた。

## 作品

### シングル
- エロ♥プリ★TRANCE〜ゆかちん魔法をかけちゃうゾ〜（2006年12月13日、フォーサイド・ドット・コム） - EAN 4571152118852。
- ママにはナイショ〜ゆかちんの秘めごと♥〜（2007年5月16日、ガールズパーティ） - EAN 4571152118517。
- I WISH...(2007年8月15日、ガールズパーティ） - EAN 4571152118364。
- Life for you（2007年12月12日、ガールズパーティ） - EAN 4571152118159。

Peachy's
- My Baby Boy（2008年8月6日、YOSIMOTO R and C） - EAN 4580204752104。

### 映像作品
- peach（2004年3月25日、フォーサイド・ドット・コム） - EAN 4571152111136。
- ミスマガジン2004 グランプリ 小阪由佳（2004年10月21日、バップ） - EAN 4988021151887。
- Sketch（2005年2月16日、ポニーキャニオン） - EAN 4560198745252。
- 山岸伸デジタル写真集 小阪由佳（2005年5月23日、ソフトバンククリエイティブ） - ISBN 4-7973-2965-3。
- 東京美優 Adult & Children（2005年6月25日、GPミュージアムソフト） - EAN 4560214332220。
- ゆかまみ（2005年7月13日、リバプール） - EAN 4571174010691。
- 絶対小阪主義!（2005年8月24日、リバプール） - EAN 4571174012114。
- Dear（2005年11月20日、ラインコミュニケーションズ） - EAN 4529971201743。
- まぶしくて（2006年2月24日、竹書房） - EAN 4985914410335。
- 美女-H sunlight shadow（2006年5月25日、フォーサイド・ドット・コム） - EAN 457115211370。
- 由佳の夏休み（2006年6月28日、リバプール） - EAN 4571174012343。
- ゆか妻劇場（2006年9月22日、リバプール） - EAN 4571174011728。
- Mellow（2006年12月15日、ラインコミュニケーションズ） - EAN 4529971402430。
- プレミアDVD-BOX（2007年2月25日、フォーサイド・ドット・コム） - EAN 4571211590841。
- 小阪由佳コラボレーションBOX Sweet moment（2007年3月30日、さくら堂） - EAN 4520067005382。
- 愛ってゆぅか、恋って由佳（2007年4月27日、フォーサイド・ドット・コム） - EAN 4571152115189。
- ゆかいろ（2007年7月31日、イーネット・フロンティア） - EAN 4560161567799。
- RHAPSODY（2007年9月25日、ゴマブックス） - EAN 4582262721078。
- コサカイズム（2007年11月25日、GOT） - EAN 4538806017787。
- 恋旅（2008年2月22日、リバプール） - EAN 4571174013197。[動画 5]
- special DVD-BOX（2008年4月20日、ラインコミュニケーションズ） - EAN 4529971900349。
- yuka days（2008年05月23日、フォーサイド・ドット・コム） - EAN 4560161569434。
- ViVA! KOSAKA〜NA（2008年12月21日、グラッソ） - EAN 4944763004065。

## 出演

### テレビ番組
- ゴゴイチ! 〜SPACE SHOWER CHART SHOW〜（2004年6月 - 2005年3月、スペースシャワーTV）
- あきと由佳のIdol Park（2004年7月 - 2006年7月、エンタ!371） - レギュラー/メインMC
- 開運音楽堂（2004年10月 - 2005年9月・2006年1月7日、TBS） - アシスタント
- ヒデヨシ（2004年11月 - 2005年10月、CBC[注 3]制作） - 準レギュラー
- テキトーTV（テレビ朝日系） - ミスダメ女コンテスト第1、2回優勝
- くりぃむナントカ（テレビ朝日系）- 準ゲスト/堀越のりとのコンビで出演
- パオパオ アソビ★クリエイターズ（2006年4月 - 2007年3月 、BS日テレ） - 準レギュラー
- ブランニュー!（2006年10月 - 、テレビ東京系）
- マニアの叫び（2007年1月 - 3月、テレビ東京系）- レギュラー
- 行列のできる法律相談所（2007年10月7日SP、日本テレビ系）行列ドラマ『裁判員制度、もしもあなたが裁判員に選ばれたら?』 裁判員のギャル役
- ジャイケルマクソン（2007年10月 - 2008年9月、毎日放送制作） - 準レギュラー/福永ちなとセットで出演
- HAMASHO 大復活祭!!〜正月から風俗刑事大捜索スペシャル〜（2008年1月2日、日本テレビ）HAMASHOクイズに出演
- 〜ジョーデキ!POP COMPANY〜POP屋（2008年4月 - 9月、フジテレビ系） - レギュラー/南明奈、秋山莉奈とセットで出演
- 田舎に泊まろう!（2008年4月20日、テレビ東京系）
- 志村けんのだいじょうぶだぁ豪華!秋の爆笑スペシャル（2008年10月28日、フジテレビ系）
- 浜ちゃんが!（2008年、読売テレビ制作、日本テレビ系）
- 今夜もドル箱（2008年12月2日、テレビ東京系）
- キンコンヒルズ（2008年12月4日、11日、テレビ東京系）
- タカトシの空飛ぶチェリーパイ（2009年1月20日、テレビ東京系）

### CSテレビ
- Love + IDOL 　#31（MONDO21）

### インターネットテレビ
- 脳のアンチエイジング クイズ2:1 - ウェイバックマシン（2006年1月20日アーカイブ分） - 11回 - 14回（2006年、OCN）
- キミノミカタ - 全20話（2006年、株式会社ケイ・オプティコム）

### 携帯サイト
- アイドルがイッパイ （アイパイ）

### テレビドラマ
- スターライト（2005年10月 - 12月、テレビ東京系） - 吉井希恵 役
- 着信アリ 第1話（2005年10月14日、テレビ朝日系） - 水野亜紀 役
- 探偵ブギ 第10話（2006年3月、TOKYO MX） - 早川未来 役
- アキハバラ@DEEP（2006年6月 - 8月他、TBS系） - アキラ 役
- 怨み屋本舗スペシャル 家族の闇 モンスターファミリー（2008年1月6日、テレビ東京系） - 白川亜紀 役

### 映画
- 劇場版xxxHOLiC 真夏ノ夜ノ夢（2005年）
- 巨乳をビジネスにした男（2007年） - 堀川しおり 役
- ドリフト / ドリフト2（2006年） - 南彩美 役
- 角川ホラーシネマIII ラブ サイコ（2006年）
- 野獣（クーガ）の檻 Nami 第42雑居房 （2007年） - なみ 役（DVD：野獣（クーガ）の檻 Nami 第42雑居房 2007年10月25日発売）
- 学校の階段（2007年4月28日公開） - 中村ちづる 役（DVD：学校の階段 2007年10月26日
- ハケンジコウ（2007年10月11日） - 薫 役
- URAHARA（2008年3月15日公開（シネマート六本木にて特別レイトショー）- 渡辺彩 役（DVD：URAHARA 2008年10月30日発売）
- カクトウ便（2008年3月29日公開（池袋シネマ・ロサにてレイトショー）- アカネ 役（DVD：カクトウ便Battle Run XX 2008年7月25日発売）

### 舞台
- 艶姿純情BOY（2021年7月3日 - 4日）中目黒TRY - 純の母 役[29]

### ラジオ
- 今日は一日ネコ三昧（2006年8月13日、NHK-FM） - MC

### パチンコ
- CRこくぱち（2007年10月導入、SANSEI R&D）

### CM
- サークルKサンクス（2004年9月 - ）山崎真実と共演。
- アートネイチャー（2006年10月 - ）原幹恵と共演。
- モバイルフロンティア株式会社「酵水素328選」（2012年 - ）

### イベント
- 2005/2/19（土）『Sketch』DVD発売記念 石丸電気 SOFT1 3Fホール
- 2005/11/27（日） 17:00 - 『Dear』DVD発売記念 石丸電気 SOFT1 3Fホール
- 2006/6/17（土） 15:00 - 『sunlight shadow』DVD発売記念 石丸電気 SOFT1 3Fホール
- 2006/10/9（月） 16:00 - 『アキハバラ@DEEP　ディレクターズカット　DVD-BOX』DVD発売記念 石丸電気 SOFT1 3Fホール
- 2006/12/16（土） 13:00 - 『エロ♥プリ★トランス～ゆかちん魔法をかけちゃうゾ～』CD発売記念 石丸電気 SOFT1 3Fホール
- 2007/1/6（土） 17:00 - 『Mellow』DVD発売記念トーク＆握手会 石丸電気 SOFT1 3Fホール
- 2007/4/28（土） 14:00 - 『愛ってゆぅか、恋って由佳』DVD発売記念 石丸電気 SOFT1 3Fホール
- 2007/5/19（土） 16:00 - 『ママにはナイショ　～ゆかちんの秘めゴト♥～』CD発売記念 石丸電気 SOFT2 8Fホール 12:00 - CD発売記念 石丸電気 SOFT1 3Fホール
- 2007/8/12（日） 16:00 - 『ゆかいろ』DVD発売記念 石丸電気 SOFT1 3Fホール
- 2007/8/26（日） 14:00 - 『I wish...』CD発売記念 石丸電気 SOFT1 3Fホール 12:00 - 発売記念 石丸電気 SOFT2 8Fホール
- 2007/10/13（土） 11:00 - 『Rhapsody - ラプソディ - 』DVD発売記念 石丸電気 SOFT2 8Fホール
- 2007/11/25（日） 13:00 -  Girls Partyスペシャルライブ 石丸電気 SOFT2 7Fホール
- 2007/12/16（日） 17:00 - 『コサカイズム』DVD発売記念 石丸電気 SOFT1 3Fホール
- 2007/12/22（土） 15:00 - 『Life for you』CD発売記念 石丸電気 SOFT2 8Fホール 13:00 - 石丸電気 SOFT1 3Fホール
- 2008/3/9（日） 17:00 - 『恋旅』DVD発売記念 石丸電気 SOFT2 8Fホール
- 2008/4/29（火） 13:00 - 『妄女』写真集 発売記念 福家書店銀座店
- 2008/5/11（日） 12:00 - 『Special DVD-BOX』DVD発売記念 ソフマップ秋葉原アミューズメント館 8F
- 2008/5/25（日） 17:00 - 『Yuka Days』DVD発売記念 ソフマップ秋葉原アミューズメント館 8Fホール
- 2008/7/26（土） 17:00 - 『カクトウ便　1便　Battle　Run　XX』DVD発売記念 石丸電気 SOFT1 3Fホール
- 2008/10/23（木） 18:30 - 『JRAスペシャルトークライブ』大阪・中之島 リサイタルホール
- 2008/11/9(日) 13:00 - 『URAHARA』DVD発売イベント SOFT 2　8Fホール 出演者 小阪由佳、大山貴世、山本早織
- 2008/11/23（日） 16:00 - 2009年カレンダー 発売記念　福家書店・銀座店
- 2009/1/12（月）15：00 -  『ViVA!KOSAKA～NA』DVD発売記念イベント 石丸電気 SOFT 2 8Fホール

## 書籍

### 写真集
- DVDブック 小阪由佳 願い（2004年6月、撮影：倉繁利、星雲社）ISBN 4-4340-4581-4
- こさかゆか （2005年2月、撮影：西条彰仁、アスコム）ISBN 4-7762-0224-7
- 恋愛系バンビー（2005年7月、撮影：木村晴 、講談社）ISBN 4-0636-4641-6
- 誘惑 （2006年3月、撮影：小塚毅之、彩文館出版）ISBN 4-7756-0116-4
- ためらい （2006年11月、撮影：橋本雅司、ワニブックス）ISBN 4-8470-2963-1
- 妄女 （2008年4月25日、ワニブックス） ISBN 978-4-8470-4087-0

### カレンダー
- 2005年 カレンダー （2004年12月10日）
- 2006年 カレンダー （2005年9月24日）
- 2007年 カレンダー （2006年10月7日）
- 2008年 カレンダー （2007年10月6日）
- 2009年 カレンダー （2008年10月4日）

### ムック本
- MiRACLE BEAUTiES3（2006年3月、東京ニュース通信社）